# 4.º Prêmio APCT
O 4.º Prêmio APCT foi um evento organizado pela Associação Paulista de Críticos Teatrais (APCT) com o propósito de premiar os melhores de 1959 na música erudita e no teatro brasileiros.

## História
No início de 1959, a APCT passou a aceitar a associação de críticos de música, que solicitaram que fosse feita uma premiação semelhante à que já ocorria para o teatro. Em abril, foi aprovada em assembleia uma relação de 10 categorias para as quais seriam conferidos diplomas aos melhores do ano: regente, solista, pianista jovem, conjunto instrumental, conjunto vocal, cantor, revelação, programa, composição para obra de câmara e composição para obra sinfônica (dentre estes, não houve vencedor na primeira premiação para regente, obra de câmara e revelação).
Os vencedores nas duas áreas foram anunciados no dia 11 de janeiro de 1960 após assembleia da APCT realizada no Instituto Cultural Ítalo-Brasileiro. A cerimônia de premiação ocorreu em 22 de fevereiro de 1960 no Sindicato dos Jornalistas Profissionais. Os vencedores receberam medalhas e diplomas.

## Vencedores

### Música erudita
| Categoria          | Vencedor                                     |
| ------------------ | -------------------------------------------- |
| Solista            | Clemente Capella (violinista)                |
| Recitalista        | Anna Stella Schic                            |
| Pianista           | Yara Bernette (pianista)                     |
| Conjunto vocal     | Madrigal Renascentista (Belo Horizonte, MG)  |
| Conjunto de câmara | Quarteto de Cordas Municipal (São Paulo, SP) |
| Regente            | Edoardo de Guarnieri                         |
| Revelação          | João Carlos da Silva Martins (pianista)      |
| Prêmios especiais  | Dinorá de Carvalho                           |
| Prêmios especiais  | Souza Lima                                   |
| Prêmios especiais  | Theodoro Nogueira                            |
| Prêmios especiais  | Sociedade Bach de São Paulo                  |
| Prêmios especiais  | Festival de Música de 1960                   |

Votaram: Alberto Ricardi, Antonio Rangel Bandeira, Arthur Kaiffmann, Caldeira Filho, Carlo Prina, Diogo Pacheco, José da Veiga Oliveira, Luis Ellmerich, Luis Paes Nunes e Roberto Schorrenberg

### Teatro
| Categoria             | Vencedor                                   |
| --------------------- | ------------------------------------------ |
| Espetáculo            | Plantão 21                                 |
| Autor                 | Ariano Suassuna O Santo e a Porca          |
| Tradutor              | Manuel Bandeira Mary Stuart                |
| Diretor               | Antunes Filho Plantão 21                   |
| Atriz                 | Célia Biar Piquenique                      |
| Ator                  | Jardel Filho Plantão 21                    |
| Cenógrafo             | Tulio Costa Piquenique                     |
| Figurinista           | Napoleão Muniz Freire Os Perigos da Pureza |
| Coadjuvante feminino  | Celeste Lima Gimba                         |
| Coadjuvante masculino | Ferreira Leite Plantão 21                  |
| Revelação de autor    | Oduvaldo Vianna Filho Chapetuba F.C.       |
| Revelação de diretor  | Haydée Bittencourt Mulheres do Crepúsculo  |
| Revelação de atriz    | Amélia Bittencourt                         |
| Revelação de ator     | Mora Netto Plantão 21                      |
| Revelação de figurino | Dorotheia Munhoz Piquenique                |
| Personalidade         | Edmundo Moniz                              |
| Prêmio especial       | Companhia de Mímica de Ricardo Bandeira    |
| Prêmio especial       | Vicente Catalano, por Sexy                 |

Votaram: Aristides de Basile, Barros Bella, Carlo Prina, Clóvis Garcia, Décio de Almeida Prado, Delmiro Gonçalves, Enrico Schaeffer, Horácio de Andrade, Maria José de Carvalho, Mário Júlio da Silva, Miroel Silveira, Raul Roulien, Paulo Fábio, Regina Helena de Paiva Ramos e Yvone Felman